# تلات نیعقوب
تلات نیعقوب (به فرانسوی: Talat N'Yaaqoub) یک منطقهٔ مسکونی در مراکش است که در استان حوز واقع شده‌است. تلات نیعقوب ۷٬۷۰۲ نفر جمعیت دارد.